# 多久自動車学校
多久自動車学校（たくじどうしゃがっこう）は、西九州自動車株式会社が運営する佐賀県多久市東多久町にある自動車教習所。

## 取得免許
- 普通自動車

## 教習車種
- MAZDA AXELA

## 所在地
- 佐賀県多久市東多久町大字別府1980番地

## 送迎バス
小城・佐賀方面への送迎も行っている。